# Wolf Reuther
Wolfgang Reuther (* 4. Mai 1917 in Mannheim; † 24. Februar 2004 in Auribeau-sur-Siagne) war ein deutscher Maler, Graphiker und Autor.

## Leben
Reuther studierte an der Akademie der Bildenden Künste München bei Olaf Gulbransson und Julius Hess sowie von 1950 bis 1952 bei Fernand Léger und Stanley William Hayter in Paris. Weiterbildungen und Studienreisen unternahm er in Italien, Nordafrika, Westafrika, der Türkei, in Ägypten, Rumänien, Ungarn, Belgien, Holland, Schweden, Brasilien, Spanien, Dänemark, England und in den USA.
Reuther hing zunächst dem Surrealismus und der abstrakten Kunst an, bevor er sich 1952 – beeinflusst durch Léger – der Neuen Figuration zuwandte. Er malte Landschaften (Oberbayern, Indonesien, Thailand, Ceylon, Nepal), Porträts, Akte, Stillleben, Motive der Folklore, des Stierkampfes und des Konzertlebens. Ab 1968 widmete er sich bevorzugt dem Thema Sport (u. a. Polo, Golf, Segeln, Dressurreiten, Handball, Surfen, Fußball). Während er ansonsten hauptsächlich in Öl malte, setzte er dabei auch andere Techniken ein. Er entwarf Tapisserie-Vorlagen in Karton, schuf Glasfenster (darunter eines mit Taucher- und Fischerfiguren für eine Schwimmhalle anlässlich der Olympischen Sommerspiele 1972) und Entwürfe für Sport-Medaillen  (1977).
Reuther lebte in Altenbeuern und Paris. Er hatte bis 1961 eine Beziehung mit der Malerin Mima Jonquières (1905–2005), mit der er auch mehrfach zusammen ausstellte. 1961 heiratete er die Französin Inès de Camaret und wurde in den Jahren danach Vater von zwei Söhnen. 2004 starb er im Alter von 86 Jahren in der südfranzösischen Gemeinde Auribeau-sur-Siagne. Er wurde auf dem Friedhof in Altenbeuern beigesetzt.

## Einzelausstellungen (Auswahl)
- 1949: Rio de Janeiro
- 1950: Galerie Domus in Sao Paulo
- 1951: Paris, Baden-Baden
- 1952: Stockholm, Örebro, Galerie Chichio Haller in Zürich
- 1953: Rosenheim
- 1954: Galerie Wolfgang Gurlitt in München, Galerie Saint Placide in Paris
- 1955: Oberhausen, Remscheid, Sao Paulo
- 1957: Galerie 75 in New York, Berlin
- 1958: Paris, Köln, Münster, Kopenhagen
- 1959: Hamburg, Frankfurt, Avignon, Salzburg
- 1960: Nürnberg, Wuppertal, Sevilla, Witten-Ruhr, Paris, Münster, Lyon
- 1961: Montpellier, Avignon, München
- 1962: New York, Paris, München
- 1963: Mailand, München, Fulda
- 1964: Paris, München, Frankfurt

## Werke in öffentlichen Sammlungen (Auswahl)
- Musee de la Ville de Paris
- Musee des Beaux Arts Nimes
- Musee Calvet Avignon
- Städtische Galerie München
- Staatliche Grafische Sammlung München
- Städtische Kunsthalle Rosenheim
- Städtische Galerie Oberhausen
- Städtische Galerie witten/Ruhr

## Auszeichnungen (Auswahl)
- 1958: Großer Internationaler Preis von Nimes
- 1958: Festival Avignon, Medalliie d’honneur
- 1958: Internationaler Concours de Deauville
- 1959: Internationaler Concours de Beziers, 2. Preis
- 1959: Internationaler Concours de Tunis
- 1960: Erster Preis beim Wien-Festival